# Seweryn Manasterski
Seweryn Manasterski (ur. 1846 w Rohatynie, zm. w czerwcu 1911 w Bad Gleichenberg) – powstaniec styczniowy, działacz samorządowy, burmistrz Rohatyna.

## Życiorys

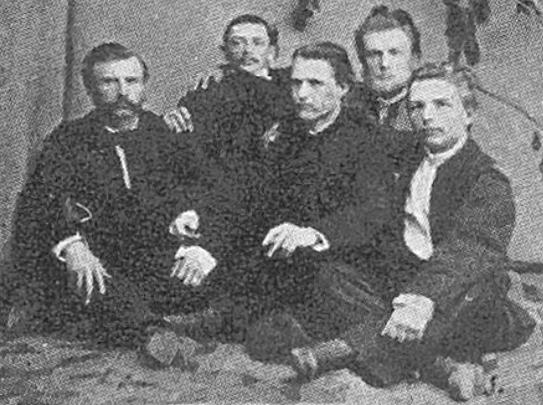
Uczestnicy powstania styczniowego 1863: Jan Hajduczek, Leopold Gax, Teodor Trusiewicz, Jan Mrówczyński, Seweryn Manasterski

Urodził się w 1846 w Rohatynie. Ukończył naukę w gimnazjum.
Uczestniczył w powstaniu styczniowym 1863. Zgłosił się jako 17-letni ochotnik do oddziału formowanego wiosną 1863 pod Rohatynem. 20 czerwca 1863 wyruszył do Rohatyna, stamtąd do Rosochowaćca, następnie do Olejowa, a potem w rejon Podkamienia. Po połączeniu z innymi siłami i otrzymaniu broni w okolicach granicy rosyjskiej został przydzielony w szeregi 1 kompanii strzelców pod komendą kapitana Witmana w oddziale Franciszka Ksawerego Horodyńskiego. brał udział w bitwie pod Radziwiłłowem (zakończonej niepowodzeniem 2 lipca 1863). Został wtedy pojmany przez Rosjanina do niewoli. Następnie, krótkotrwale oswobodził się, jednak został ponownie schwytany i trafił do miasta wraz z innymi powstańcami-jeńcami. Potem przez kilka dni był osadzony wraz z nimi w tiurmie w Krzemieńcu, a dalej w Żytomierzu (tam był osadzony w celi m.in. z Władysławem Padlewskim, którego rozstrzelano). Stamtąd wraz z towarzyszami został poprowadzony do Kijowa. Tam zostali osadzeni w twierdzy w kopanierze nr 3 (kazamata; piwnica pomiędzy wałami, przykryta z zewnątrz ziemią, posiadająca jedynie strzelnice karabinowe). Uwięziono w niej ponad stu powstańców spod Radziwłłowa (m.in. Franciszka Leszczyńskiego). Wobec zatrzymanych prowadzono śledztwo. Z uwagi na zbliżającą się jesienną porę zostali oni przeniesieni w twierdzy do baszty północnej (łącznie przetrzymywano w niej ok. 500 osób). Jesienią był w grupie 12 osób, którzy z uwagi na nieletni wiek zostali decyzją miejscowego gubernatora Anienkowa zwolnieni z osadzenia. Następnie, do czasu zatwierdzenia wyroku przez cara Aleksandra II, przebywał w twierdzy, po czym w grudniu 1863 został wraz ze zwolnionymi przekazany do tiurmy w Kijowie, a następnie etapami do granicy z Austro-Węgrami w Radziwiłowie i oddany w ręce władz c. k. powiatu brodzkiego. Po latach spisał 23 grudnia 1902 swoje wspomnienia powstańcze zatytułowane Od Radziwiłowa do Kijowa i wydane w 1903 w publikacji pt. W czterdziestą rocznicę powstania styczniowego 1863-1903 pod redakcją Bronisława Szwarcego. Według stanu z 1903 kierował delegacją w Rohatynie zarejestrowanego w 1888 Towarzystwo Wzajemnej Pomocy Uczestników Powstania roku 1863/64 z siedzibą we Lwowie.
W późniejszych latach po powstaniu pełnił funkcję kasjera dóbr Krasińskich. Został rządcą dóbr ziemskich. Od około 1869 do około 1903 był członkiem oddziału rohatyńskiego C. K. Galicyjskiego Towarzystwa Gospodarskiego. Podczas Wystawy Pszczelniczo-Ogrodniczej w Jarosławiu w 1879 otrzymał medal srebrny za przyrząd własnego wynalazku ułatwiający obrywanie chmielu. Był autorem publikacji pt. Uprawa chmielu, wydanej w 1882.
Przez wiele lat był członkiem Rady c. k. powiatu rohatyńskiego, najpierw został wybrany z grupy większych posiadłości i od około 1875 do około 1877 był członkiem wydziału, następnie został wybrany z grupy gmin wiejskich i zasiadał tylko w Radzie od około 1877 do około 1881, potem wybrany ponownie z grupy większych posiadłości pełnił funkcję zastępcy członka wydziału od około 1881 do około 1897, po czym wybrany z grupy gmin miejskich był zastępcą członka wydziału od około 1890 do około 1904 (w tym okresie początkowo jako przełożony obszaru dworskiego, a od około 1897 jako właściciel realności w mieście), zaś finalnie był wyłącznie członkiem Rady wybranym z grupy gmin miejskich od około 1904 do około 1910. Działał w C. K. Powiatowej Komisji Szacunkowej w Rohatynie, gdzie od około 1877 do około 1883 był zastępcą członka. Równolegle z działalnością w Radzie Powiatowej Rohatyńskiej, od około 1886 do około 1894 pełnił stanowisko zastępcy burmistrza Rohatyna, Antoniego Schäffera. W grudniu 1893 został wybrany na urząd burmistrza Rohatyna. Posadę piastował w kolejnych latach (m.in. 15 listopada 1901 został wybrany ponownie) do około 1910 piastował posadę burmistrza Rohatyna.
W 1894 był delegatem wydziału oddziału rohatyńskiego Towarzystwa Oficjalistów Prywatnych. Jako burmistrz członkiem związku Galicyjskich Gmin Miejskich. Do końca życia był członkiem dyrekcji Towarzystwa Zaliczkowego na Powiat Rohatyński w Rohatynie.
Zmarł w czerwcu 1911 w Bad Gleichenberg. Został pochowany w Rohatynie 20 czerwca 1911.